# Herbert Edgar Schulman
Herbert Edgar Schulman (Chicago (Illinois), 18 november 1918 - gesneuveld bij Arnhem (Gelderland), 17 september 1944) was een Amerikaanse luchtmachtofficier. Hij werd op 17 oktober 1946 bij Koninklijk Besluit door koningin Wilhelmina postuum benoemd tot Ridder in de Militaire Willems-Orde.
Tweede luitenant Herbert Edgar Schulman was een van de piloten van de U.S. Army Air Force, 82nd Airborne Division, een luchtlandingseenheid die tijdens Operatie Market Garden met zweefvliegtuigen afdaalde naar zijn bestemming in bezet Nederland.
Tijdens de gevechten van de 82ste Airborne Division in het gebied van Nijmegen in de periode van 17 september tot 4 oktober 1944 heeft Herbert Edgar Schulman, zo vermeldt het Koninklijk Besluit,in den strijd door het bedrijven van uitstekende daden van moed, beleid en trouw op de volgende wijze onderscheiden". Het besluit vervolgt met de woorden "Op 17 september 1944 deed hij als piloot van een vliegmachine van het type C.-47 dienst bij een parachutelanding in Nederland.
Ongeveer vijf minuten voor de landingszone was bereikt, werd de machine van Lieutenant Schulman getroffen door het vuur van Duitsch afweergeschut, waardoor het onderste deel der machine in vlammen geraakte.
Kort daarop ontploften de benzine-tanks van den rechtervleugel en met een volmaakt voorbijzien van zijn eigen veiligheid, bleef Lieutenant Schulman zijn plaats in de formatie handhaven en liet hij zijn parachutisten in de aangegeven zone uit de machine springen.
Toen verliet hij de formatie en bleef lang genoeg in horizontale richting doorvliegen om zijn bemanning met parachutes in veiligheid te laten landen. Met buitengewone heldhaftigheid en vastbeslotenheid heeft deze officier de hem opgedragen taak vervuld".

## Onderscheidingen
- Ridder der vierde klasse in de Militaire Willems-Orde op 17 oktober 1946[1][2]

Charles Billingslea · Robert C. Blankenship · Charles King Boyd · Julian Aaron Cook · Daniel Frank Elam · Edward Simons Fulmer · Wesley Harris · Glenn Jonas · William Kero · Harry William Osborn Kinnard · Paul Lester · Joseph Myers · Herbert Edgar Schulman · Maxwell D. Taylor · Dewitt S. Terry · Reuben Henry III Tucker · Waverly W. Wray